# Zire
Zire (Sîshëë), també coneguda com a Nerë, és una llengua austronèsia parlada majoritàriament a l'àrea tradicional d'Ajië-Aro, al municipis de Bourail i Moindou, a la Província del Nord, Nova Caledònia. Sovint considerada una varietat dialectal de l'ajië. Tenia 4 parlants i es va extingir el 2006.